# Letizia Morattiová
Letizia Morattiová (* 26. listopadu 1949 Milán) je italská politička a manažerka. V letech 2006–2011 zastávala funkci starostky města Milán.

## Osobní život a vzdělání
V roce 1972 promovala na milánské univerzitě v oboru politologie a stala se asistentkou profesora Fausta Pocara. V téže době se provdala za italského podnikatele Gianmarca Morattiho, se kterým má dvě děti.

## Kariéra
V letech 1994 až 1996 byla první ředitelkou Radiotelevisione Italiana. Od roku 2001 do 2006 byla ministryní školství a výzkumu ve druhé vládě Silvia Berlusconiho. Od 30. května 2006 do 30. května 2011 byla starostkou Milána.

## Vyznamenání
- velkokříž Řádu svaté Agáty – San Marino
- Řád Belize – Belize
- Řád vycházejícího slunce I. třídy – Japonsko
- rytíř Řádu čestné legie – Francie